# تمارض
بیمارنمایی (انگلیسی: Malingering) تولید عمدی علائم یا نشانه‌های جسمی یا روانی دروغین یا اغراق‌آمیز با انگیزهٔ بیرونی نظیر نفع مادی یا شانه خالی کردن از مسئولیت‌های قانونی است. عدم کشف موارد واقعی سو استفاده ، بار اقتصادی را بر دوش سیستم های بهداشتی و بیمه ها وارد می کند.ااهام های دروغین سو استفاده معمولاً به بیماران یا مدعیان اصلی آسیب می رساند.
شیوع آن در مراجعین پزشکی قانونی بالا گزارش شده است.مانند موارد خودازاری در  مراجعان به پزشکی قانونی که پدیده‏ای رایج است، و مشکلات بیشماری برای اقدام کنندگان ایجاد می کند.و پزشکان را در زمینه تشخیص با مشکل روبرو می‏کند.در پزشکی قانونی نیز دو نوع خودازاری داریم: مرضی(ناشی از اختلال روانی) و تمارضی  (هدفمند) که مورد دوم از نظر بار حقوقی اهمیت زیادی دارد.